# Lennart Stoll
Lennart Stoll (* 3. Mai 1996 in Münster) ist ein deutscher Fußballspieler. Der Defensivspieler stand zuletzt beim SSV Ulm 1846 unter Vertrag, mit dem er aus der viertklassigen Regionalliga in die 2. Bundesliga aufstieg.

## Sportlicher Werdegang
Stoll begann seine Fußballerlaufbahn beim 1. FC Gievenbeck, bevor er 2012 aus der U-19 von Gievenbeck in die U-17-Mannschaft von Preußen Münster wechselte. Nach nur einem Jahr wechselte er auch in Münster in die U-19. 2015 unterschrieb er seinen ersten Profivertrag über zwei Jahre bis 2017. Anfangs spielte er in der zweiten Mannschaft in der Westfalenliga. Sein Debüt bei den Profis in der Dritten Liga gab er am 29. April 2016 gegen den SV Wehen Wiesbaden, als er in der 62. Minute eingewechselt wurde. Stoll war seit 2015 Student an der Westfälischen Wilhelms-Universität.
Zur Saison 2018/19 wechselte Lennart Stoll zum Regionalligisten SSV Ulm 1846, parallel setzte er sein Studium an der Universität Ulm fort. Mit dem Klub etablierte er sich trotz häufiger Verletzungen und Blessuren in der Spitzengruppe der vierthöchsten Spielklasse und gewann mit ihr – jeweils ohne Finaleinsatz – den WFV-Pokal 2019/20 sowie den WFV-Pokal 2020/21. Anfang 2020 verlängerte er seinen Vertrag vorzeitig bis Sommer 2022. Mitte November 2021 zog er sich einen Schienbeinbruch zu. Obwohl er anschließend kein weiteres Spiel mehr bestritten hatte, gehörte er im Sommer 2022 zu mehreren Akteuren, mit denen der schwäbische Ex-Bundesligist die Verträge verlängerte – sein neuer Kontrakt lief bis 2024. In der Regionalliga-Spielzeit 2022/23 schwankte er zwischen Startformation, Ersatzbank und „Lazarett“ und trug mit 21 Saisoneinsätzen zur Viertligameisterschaft und dem damit verbundenen Aufstieg in die Dritte Liga bei. Unter Trainer Thomas Wörle bestritt er die ersten beiden Ligaspiele der Drittligasaison 2023/24, musste aber nach der 2:3-Niederlage gegen die SpVgg Unterhaching als Innenverteidiger Tom Gaal weichen. Bis zum Jahresende schwankte er zwischen Ersatzbank und Tribüne. Nachdem er zum Jahresauftakt 2024 wieder in der Startelf gestanden hatte, bremste ihn kurze Zeit später eine Fußverletzung aus. Ende März etablierte er sich als Mittelfeldspieler wieder in der Startformation, als die „Spatzen“ mit einer Serie von 18 Spielen ohne Niederlage am Saisonende die Konkurrenz überflügelten und den Aufstieg in die 2. Bundesliga als Drittligameister schafften. Kurz vor Beginn der Vorbereitung auf die Zweitligasaison 2024/25 verlängerte er Ende Juni 2024 seinen auslaufenden Vertrag um eine Spielzeit. Unter Wörle gehörte er im ersten Saisondrittel zum erweiterten Stammspielekreis, ehe er nach einer erneuten Muskelverletzung zwischen Anfang November und dem Jahresende ausfiel. Anschließend schwankte er zwischen Startelf und Ersatzbank, nach einem Trainerwechsel zu Robert Lechleiter im März 2025 stand er jedoch zunächst nicht mehr im Spieltagskader. Im Sommer 2025 verließ er den SSV Ulm 1846.

## Erfolge
- Meister der Regionalliga Südwest und Aufstieg in die 3. Liga mit SSV Ulm 1846: 2023
- Meister der 3. Liga und Aufstieg in die 2. Bundesliga mit SSV Ulm 1846: 2024
- WFV-Pokal: 2020, 2021